# 阿史那庵逻
阿史那庵逻，突厥可汗，佗缽可汗之子。
581年，佗缽可汗去世，佗缽可汗的汗位继承哥哥木杆可汗，所以临死前嘱咐其子阿史那庵逻，一定要立木杆可汗的儿子阿史那大逻便为可汗。但是佗缽可汗死后，以乙息记可汗之子东面小可汗、尔伏可汗摄图为首的突厥贵族称大逻便的母亲出身低微，而庵逻母尊，素为部众敬重，于是一致拥立庵逻为可汗。
阿史那庵逻即位后，大逻便不服庵逻，经常遣人辱骂庵逻。庵逻不能制，便将汗位让给了摄图，摄图是为沙缽略可汗。庵逻居独洛水（今蒙古国土拉河），沙缽略可汗以庵逻为第二可汗，《北史·突厥传》误作第三可汗，大逻便为阿波可汗。